# Raza Jaffrey
Raza Jaffrey (Liverpool, 28 mei 1975) is een Brits acteur en zanger.

## Biografie
Jaffrey werd geboren in Liverpool bij een Indiase zeekapitein uit Agra en een Britse moeder, hij groeide op in Londen. Hij doorliep de middelbare school van 1986 tot en met 1991 aan de Dulwich College, een public school in Dulwich. Hierna studeerde hij af in Engels en drama aan de Universiteit van Manchester in Manchester en in theaterwetenschap aan de Bristol Old Vic Theatre School in Bristol. Tijdens zijn tijd op de universiteit wilde hij later piloot worden bij de Royal Air Force, maar toen hij in aanraking kwam met het acteren in het schooltoneel veranderde hij van gedachte en besloot acteur te worden. Ook was hij tijdens zijn studietijd actief als leadzanger in een jazz/funk band. Voordat Jaffrey begon met acteren voor televisie begon hij in het theater en speelde diverse rollen in toneelstukken door Engeland.
Jaffrey begon in 1998 met acteren in de televisieserie Picking Up the Pieces, waarna hij nog meerdere rollen speelde in zowel Britse als Amerikaanse televisieseries en films. 
Jaffrey  was van 2007 tot en met 2009 getrouwd met actrice Miranda Raison, vanaf 2013 heeft hij een relatie met actrice Lara Pulver. 

## Filmografie

### Films
Uitgezonderd korte films.
- 2023 The Refuge - als Ibrahim
- 2023 The Silk Road Rally - als stem
- 2021 The Same Storm - als dr. Sanjay Patel
- 2021 Sweet Girl - als Vinod Shah
- 2020 The Rhythm Section - als Keith Proctor
- 2019 Cliffs of Freedom - als Sunal Demir
- 2016 The Rendezvous - als Jake Al-Shadi
- 2013 Gothica – als John Harker
- 2010 Accidental Farmer – als Mike
- 2010 Sex and the City 2 – als Butler Gaurau
- 2010 The Bounty Hunter – als Kamal
- 2009 Harry Brown – als pastor Bracken
- 2008 Sharpe's Peril – als Lance Naik Singh
- 2008 The Crew – als Keith Thompson
- 2007 Eastern Promises – als Dr. Aziz
- 2007 Sex, the City and Me – als Shafi Amid
- 2006 Infinite Justice – als Kamal Khan
- 2004 Dirty War – als Rashid Dhar

### Televisieseries
Uitgezonderd eenmalige gastrollen.
- 2022-2024 The Serpent Queen - als François Guise - 11 afl.
- 2022-2023 Pantheon - als Chanda (stem) - 16 afl.
- 2023 Maternal - als dr. Jack Oliviera - 6 afl.
- 2018-2021 Lost in Space -  als Victor Dhar - 15 afl.
- 2019 The Enemy Within - als Daniel Zain - 13 afl.
- 2015–2016 Code Black – als Neal Hudson - 18 afl.
- 2014-2015 Elementary - als Andrew Paek - 4 afl.
- 2014 Homeland - als Aasar Khan - 7 afl.
- 2014 Once Upon a Time in Wonderland – als Taj – 3 afl.
- 2014 Homeland – als Aasar Khan – 3 afl.
- 2012 Smash – als Dev Sunderarm – 15 afl.
- 2008-2009 Mistresses – als Hari Dhillon – 12 afl.
- 2004-2007 Spooks – als Zafar Younis – 22 afl.
- 2005 Life Isn't All Ha Ha Hee Hee – als Krishan – 3 afl.

- Bibliothèque nationale de France: cb14189757m (data)
- International Standard Name Identifier: 0000 0001 1944 3088
- Library of Congress Control Number: no2003096115
- MusicBrainz: e8c34ed8-1dbb-4cfb-8445-70672da2b9da
- Virtual International Authority File: 5142387
- WorldCat: E39PBJd3R6MCVWxJMjdX899xDq